# Gilera
Gilera este un producător italian de motociclete fondat în Arcore în 1909 de Giuseppe Gilera (1887–1971). Din 1969 compania s-a aflat sub umbrela Piaggio, fiind o marcă a acestui producător.